# Heterocerus hispidulus
Heterocerus hispidulus är en skalbaggsart som beskrevs av Ernst Hellmuth von Kiesenwetter 1843. Heterocerus hispidulus ingår i släktet Heterocerus, och familjen strandgrävbaggar. Arten är reproducerande i Sverige.